# Leonid Trauberg
Leonid Zacharovitj Trauberg (ryska: Леонид Захарович Тра́уберг), född 17 januari 1902 i Odessa, Kejsardömet Ryssland, död 14 november 1990 i Moskva, Sovjetunionen, var en sovjetisk filmregissör och manusförfattare.

## Filmografi (urval)

### Regi
- 1924 - Pochozjdenija Oktiabriny (även manus) [12][13]
- 1925 - Misjki protiv Judenitja
- 1926 - Sjinel [14]
- 1926 - Djävulshjulet
- 1927 - Förbundet för den stora planen
- 1929 - Novyj Vavilon (även manus)
- 1934 - Maksims ungdom (även manus)
- 1960 - Döda själar (även manus)

### Manus
- 1948 - Livet i citadellet